# Raiding
Raiding (en hongrois Doborján, en croate Rajnof) est un village autrichien de 850 habitants situé depuis 1921 dans le district d'Oberpullendorf et la province du Burgenland. 
Il est fait mention pour la première fois du village dans un acte officiel en 1425 sous le nom de Dobornya.

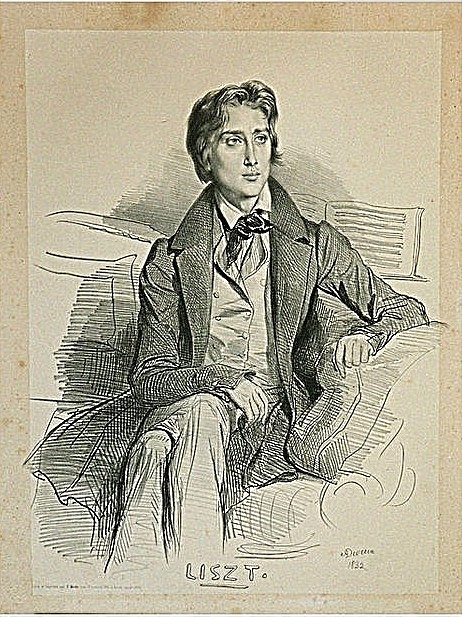
Franz Liszt en 1832.

C'est le lieu de naissance du compositeur hongrois, Franz Liszt ; en son hommage a lieu tous les ans le Festival de Raiding. Sa maison natale a été transformée en musée en 1979.